# NGC 279
NGC 279 (другие обозначения — UGC 532, MCG 0-3-19A, MK 558, ZWG 384.18, IRAS00495-0229, PGC 3055) — линзообразная галактика в созвездии Кит, возможно квазар.
Этот объект входит в число перечисленных в оригинальной редакции «Нового общего каталога».
Физические условия в окрестностях ядра этой галактики (известной также как Маркарян 558) исследованы в работе. Обнаружена область ионизованного водорода радиусом около 20 пк, облучаемая молодыми звёздами класса О, количество которых оценено в ≈1250.
Галактика NGC 279 входит в состав группы галактик NGC 271. Помимо NGC 279 в группу также входят NGC 245, NGC 259, NGC 271, NGC 307, MK 557 и UGC 505.